# Micropygidae
A Micropygidae család a tengerisünök osztályának Diadematoida rendjébe tartozik.

## Rendszerezés
Kierechinus nem (Philip, 1963)
Micropyga nem (Agassiz, 1879) 	
- Micropyga tuberculata (Agassiz, 1879)
- Micropyga violacea	(de Meijere, ?)